# کیسه‌زبانان
کیسه‌زبانان (Sacoglossa) که «لیسه‌های دریایی شیره‌خوار» هم نامیده شده‌اند یک کلاد از حلزون‌های دریایی و لیسه‌های دریایی کوچک هستند که ویژگی آن‌ها، داشتن تنها یک ردیف دندان است. حدود ۳۰۰ گونه از پشت‌آبششان Opisthobranchia در کلاد کیسه‌زبانان قرار می‌گیرند.
کیسه‌زبانان کاملاً گیاه‌خوار هستند و از طریق گوارش محتویات درونی جلبک‌ها زندگی می‌کنند و به این خاطر «شیره‌خوار» نامیده شده‌اند.
دندان‌های تراشنده کیسه‌زبانان یا همان سوهانک radula آن‌ها تنها یک ردیف دارد (یک‌ردیفه uniseriate است).
سوهانک آن‌ها به شکلی درآمده که دندانک‌های آن بتواند به یاخته‌های جلبک‌ها به راحتی نفوذ کند. برخلاف دیگر پشت‌آبششان، دندانک‌های کیسه‌زبانان پس از فرسوده شدن از بدن آن‌ها خارج نمی‌شود بلکه در هاگ‌کیسه ascus شکمی حباب دهانی باقی می‌مانند و دوباره جذب بدن می‌شوند.
برخی از گونه‌های کیسه‌زبان، دیسه‌دزد kleptoplast هستند یعنی پس از آن‌که جلبک‌ها را خوردند سبزدیسه chloroplast آن‌ها را در درون بافت‌های خود نگه داشته و از فوتوسنتزی که این سبزدیسه‌ها انجام می‌دهند به نفع خود استفاده می‌کنند. این ویژگی در میان جانوران بسیار نادر است. به خاطر این ویژگی، به حلزون‌های کیسه‌زبان، حلزون‌های «با سوخت خورشیدی» هم گفته‌اند.
کیسه‌زبانان به دو کلاد دسته‌بندی می‌شوند: خانواده‌های صدف‌دار که حلزون‌های حبابک‌دار Oxynoacea نامیده می‌شوند و خانواده‌های بی‌صدف که پَلمه‌آب‌ششان Plakobranchacea نام دارند.
گونه‌های صدف‌دار کیسه‌زبان در چهار خانواده به نام‌های Cylindrobullidae، Volvatellidae، Oxynoidae و Juliidae جای می‌گیرند.